# Alfred Ade
Alfred Ade (* 17. Juli 1876 in Sárbogárd; † 12. November 1968 in Gemünden am Main) war ein deutscher Veterinärmediziner, Botaniker, Pflanzenpathologe und Mykologe. Nach Kindheit, Jugend und Studium in München widmete sich Ade vor allem der Erforschung der fränkischen Flora, in zahlreichen Forschungsreisen aber auch den jeweiligen lokalen Floren des europäischen Auslands. Er war in der ersten Hälfte des 20. Jahrhunderts der Leiter des Botanischen Gartens in Würzburg und erhielt für sein Lebenswerk die Ehrendoktorwürde der Julius-Maximilians-Universität Würzburg.

## Leben
Alfred Ade wurde am 17. Juli 1876 in der Kleinstadt Sárbogárd in Österreich-Ungarn als Sohn eines Gutsbesitzer-Ehepaars aus Kempten (Allgäu) geboren. Von 1887 bis 1893 besuchte er das Maximiliansgymnasium München, wo er auch sein Abitur ablegte. Im Anschluss absolvierte er ein Studium der Veterinärmedizin an der Königlichen Tierärztlichen Hochschule München, das er 1899 mit der Approbation (Heilberufe) abschloss. Bereits im Grundschulalter zeigte Ade ein reges botanisches Interesse und verfügte innerhalb weniger Jahre, spätestens aber zum Studium, über ein detailliertes Wissen über die Florern aller von München aus erreichbaren Berge und durch Ferienaufenthalte auch über die ungarische Flora sowie die Flora der Zentral- und Ostalpen. Er verfügte bereits über Sammlungen von Pflanzen, Mineralien, Versteinerungen, Schnecken und Käfern.
Nach seinem Studium arbeitete Ade zunächst etwa ein Jahr als Assistent des Lindauer Bezirkstierarzt und zog im Oktober 1900 ins oberbayerische Tiefenbach. Kurz darauf bewarb sich Ade auf die seit November 1900 vakante Stelle des Distriktstierarztes im oberfränkischen Weismain und trat den Dienst dort im Januar 1901 an. Bereits 1904 begann Ade sich auf andere Tierarztstellen zu bewerben, blieb jedoch bis 1912 in Weismain, wo er auch seine Gattin Eva Gärtner, eine aus Redwitz stammende Bauerstochter, geheiratet hatte. Während seines Aufenthaltes in Weismain beschrieb er zahlreiche Pflanzenarten rund um den Kordigast, Kröttenstein, Pfauengrund, Külmitzberg und angrenzenden Tälern und Bergen wie dem Bärental und dem Kleinziegenfelder Tal. Die dabei gesammelten Ergebnisse wurden in den beiden Werken Flora der Gefäßpflanzen von Kulmbach und den angrenzenden Gebietsteilen des Fichtelgebirges, Frankenwaldes und Frankenjuras (1907) und Flora der Gefäßpflanzen von Bamberg (1914) durch Kurt Harz veröffentlicht.
1912 verzog Ade nach Brückenau, um dort seine neue Stelle als Bezirkstierarzt anzutreten. Seine bis zur Pensionierung letzte Stelle, ebenfalls als Bezirkstierarzt, fand Ade 1917 in Gemünden am Main. Während er bis 1939 botanische Forschungsreisen durch ganz Europa betrieb und dabei oft auch zusammen mit lokalen Experten arbeitete, konzentrierte sich Ade nach dem Ausbruch des Zweiten Weltkrieges auf die heimische Flora und insbesondere den Naturschutz.
Ade arbeitete als Tierarzt und Leiter des Botanischen Gartens in Würzburg bis etwa 1950. Er starb im Alter von 92 Jahren am 12. November 1968 in Gemünden am Main.

## Auszeichnungen und Würdigung
Als Anerkennung für seine zahlreichen wissenschaftlichen Schriften und seines Einsatzes für den Naturschutz wurde Ade von der naturwissenschaftlichen Fakultät der Julius-Maximilians-Universität Würzburg mit der Ehrendoktorwürde mit Titel Dr. h. c. ausgezeichnet.
Aufgrund der gründlichen Erforschung der Flora des Weismainer Raums, wurde Ade zu Ehren eine in den 1990er Jahren von dem auf Mehlbeeren-Arten spezialisierten Biologen Norbert Meyer im Weismainer Raum entdeckte Mehlbeerenart nach Ade benannt (Sorbus adeana). Weiterhin wurden zwischen 1911 und 2000 insgesamt 25 Pilzarten nach Ade benannt.

## Werke (Auswahl)
Alfred Ade verfasste weit über 70 Schriften; oft als alleiniger Autor, aber auch als Autor von Beiträgen in Sammlungen. Im Folgenden ist eine Auswahl der botanisch wichtigen Arbeiten wiedergegeben; Werke aus dem Grenzgebiet zwischen Tiermedizin und Botanik werden nicht berücksichtigt.

### Arbeiten über die Gattung Rubus
- 1912: Bemerkungen über die Polymorphie der Rubusbastarde nebst Beschreibung einiger bayrischer Rubus-Neufunde. Ber. Bayer. Bot. Ges. 13, 53–67
- 1914: Bearbeitung der Gattung Rubus in VOLLMANN, F.: Flora von Bayern, p. 358–440
- 1932: gemeinsam mit A. SCHUHMACHER: Neue Rubuskreuzungen aus dem Bergischen. Fedde. Repertorium 30, 232–236
- 1933: Bearbeitung der Gattung Rubus in BERTSCH, K. u. F.: Flora von Württemberg und Hohenzollern, p. 153–159
- 1935: gemeinsam mit A. SCHUHMACHER: Neue Rubusformen aus dem Oberbergischen. Decheniana, Verh. Naturh. Ver. der Rheinlande und Westfalens 92, 164–166
- Besprechung von J. HRUBY „Die Brombeeren der Sudeten- u. Karpathengebirge“ in Ber. Bayer. Bot. Ges. 26, 170–171
- 1957: Die Gattung Rubus in Südwest-Deutschland. Schriftenreihe der Naturschutzstelle Darmstadt, Beihefte

Mitwirkung an:
- 1922: A. MAYER: Zusammenstellung der im Regensburger Florengebiet aufgefundenen Spezies, Subspezies und Bastarde der Gattung Rubus. Denkschr. Bayer. Bot. Ges. Regensburg NF. 9, 129–134
- 1931: A. MAYER: Diagnosen neuer Rubusbastarde und -Unterarten. Denkschr. Bayer. Bot. Ges. Regensburg NF. 12, 129–160

### Sonstige Arbeiten zur Systematik und Floristik der Gefäßpflanzen
- 1901: Flora des bayerischen Bodenseegebietes. Ber. Bayer. Bot. Ges. 8, 1–127
- 1911: Vorarbeiten zur Durchforschung des Pflanzenschonbezirkes bei Berchtesgaden. Jahresbericht Ver. z. Schutze d. Alpenpflanzen u. -Tiere (Bamberg) 10, 50–89
- 1924: Geum montanum in der Rhön. Mitt. Bayer. Bm. Ges. 4, 208
- 1934: Die Herkunft der östlichen (sarmatischen) und der südlichen (mediterranen) Pflanzen und Tiere im fränkischen Maingebiet. Naturschutz in Franken 3.
- 1934: Dianthus Arpadianus Ade et Bornm. nov. spec. Fedde Repertorium 36, 385–388
- 1936: Ein neuer Florenbürger Deutschlands (Saxifraga biflora All.). Mitt. Bayer. Bot. Ges. 4, 276
- 1937: Das Vorkommen atlantischer Pflanzen im Spessart. Ber. Bayer. Bot. Ges. 22, 42–50
- 1938: gemeinsam mit Rechinger, K. H. f.: Samothrake, Fedde Repertorium, Beiheft C, 1, III, 106–146
- 1941: Beiträge zur Kenntnis der Flora Mainfrankens, I. Das Herbar Heller. Ber. Bayer. Bot. Ges. 25, 86–107
- 1942: Die Pflanzenwelt des Kahlgebietes und der Umgebung von Weigenbrücken. Ber. Naturw. Ver. Aschaffenburg, NF. 3, 1–57
- 1943: Beiträge zur Kenntnis der Flora Mainfrankens II. Herbar Emmert Schweinfurth. Ber. Bayer. Bot. Ges. 26, 86–117
- 1943: Rechinger, K. H. f.: Flora Aegaea. Denkschr. d. Akademie der Wissensch. in Wien. (Berücksichtigt das von Ade auf den Inseln Rhodos, Karpathos und Tilos gesammelte, bis dahin unveröffentlichte Material)
- 1951: Die Flora des alten Friedlıofs Aschaffenburg. Nachr. Naturw. Museums Aschaffenburg 30, 1–17
- 1954: Ein Ausflug in die Rudoka-Planina bei Tetovo (Mazedonien). Fragmenta Balcanica 1 (4)

### Beiträge zur Systematik und Floristik der Kryptogamen (Pilze, Moose)
- 1904: Kryptogamen aus Bayern. Mitt. Bayer. Bot. Ges. 1, 339–341
- 1911: Beiträge zur Pilzflora Bayerns. Für Bayern neue Hymenomyceten. Mitt. Bayer. Bot. Ges. 2, 369–373
- 1916: gemeinsam mit R. BAUCH: Ophiobolus kniepii Ade et Bauch. Publicazioni delle Stazione Zoologica di Napoli 15 (3)
- 1916: Das Sammeln und Präparieren von Kryptogamen. Pilze im Allgemeinen. Krypiogamische Forschungen 1, 8–18
- 1922–1937: Besprechung von „S. KILLEKMANN, Pilze aus Bayern“. Zeitschr. f. Pilzk. 1, 76, 1922; 2, 21–23, 40–44, 58–64, 1923; 8, 146–150, 172–173, 177–180, 1929; 9, 13–15, 24–26, 37–42,1929; 15, 97–101, 1936; 16, l-3, 1937
- 1923: Mykologische Beiträge, Hedwigia 64, 286–320
- 1924: Drei neue Pilze. Mitt. Bad. Vereins f. Naturk. NF. 1, 331–332
- 1929: Bemerkenswerte Pilze. Kryptogamische Forschungen 2, 23–27
- 1942: gemeinsam mit F. KOPPE.: Beitrag zur Kenntnis der Moosflora der atlantischen Inseln und der pyrenäischen Halbinsel. Hedwigia 81, 1–36
- 1952: Zwei neue Pilze aus Kulturen. Nachr. Naturw. Museum Aschaffenburg 34, 41–44

Mitwirkung durch Lieferung von Exsikkaten oder durch Fundmitteilungen:
- 1912: REHM, H.: Zur Kenntnis der Discomyceten Deutschlands, Österreichs und der Schweiz. Ber. Bayer. Bot. Ges. 13, 102–206
- 1912: REHM, H.: Ascomycetes exsiccati.
- 1936: PETRAK, F.: Beiträge zur Pilzflora der Balkanhalbinsel, besonders Griechenland. Annales Mycologici 34, 211–251; und andere Beiträge des Autors.